# Джон Клавдій Лаудон
Джон Клавдій Лаудон (англ. John Claudius Loudon, 8 квітня 1783 — 14 грудня 1843) — шотландський ботанік та ландшафтний архітектор (фахівець з садово-паркової архітектури).

## Біографія
Джон Клавдій Лаудон народився 8 квітня 1783 року.
Він зробив значний внесок у ботаніку, описавши багато видів рослин.
Джон Клавдій Лаудон помер 14 грудня 1843 року у Лондоні. Похований на кладовищі Кенсал-Грін у Лондоні.

## Особисте життя
Був одружений із письменницею Джейн Лаудон (до шлюбу Вебб).

## Наукова діяльність
Джон Клавдій Лаудон спеціалізувався на папоротеподібних та на насіннєвих рослинах.

## Публікації
- The Encyclopedias of Plants. 1828.
- Hortus Britannicus. 1830.
- The Encyclopedia of Cottage, Farm, Villa Architecture. 1834.
- Arboretum et Fruticetum Britannicum. 1838.
- Suburban Gardener. 1838.
- The Encyclopedias of Trees and Shrubs. 1842.
- On the Laying Out, Planting and managing of Cemeteries. 1843.